# 미켈란젤로 (컴퓨터 바이러스)
미켈란젤로 바이러스(Michelangelo virus)는 1991년 2월 4일 오스트레일리아에서 최초로 발견된 컴퓨터 바이러스이다. 이 바이러스는 도스 시스템을 감염시키도록 설계되었으나 운영 체제에 관여하거나 OS 호출을 취하지는 않았다. 모든 부트 섹터 바이러스처럼 미켈란젤로는 기본적으로 바이오스 수준에서 동작되었다. 해마다 이 바이러스는 르네상스의 미술가 미켈란젤로의 생일 3월 6일 계속 상주해 있었다. 바이러스 안에 이 예술가에 대한 언급은 없으나 이 바이러스의 개발자가 미켈란젤로를 바이러스에 참조시킬 의도가 있었음이 의심된다.
이 이름은 바이러스의 활성일의 우연의 일치를 알아낸 연구가들에 의해 선정되었다. 저자에 대한 이 날짜의 실제 중요성은 밝혀져 있지 않다. 미켈란젤로는 이미 전염성이 높은 스톤드 바이러스의 일종이다.
3월 6일, PC가 AT 또는 PS/2인 경우 바이러스는 하드 디스크 드라이브의 처음 100개의 섹터를 null로 덮어쓴다. 이 바이러스는 256개 실린더, 4개의 헤드, 17개의 섹터(트랙 당)의 지오메트리가 있다고 가정한다. 사용자의 모든 데이터가 하드 디스크에 여전히 있더라도 일반 사용자의 경우 되돌리기는 불가능하다.
하드 디스크에서 바이러스는 원래의 마스터 부트 레코드를 실린더 0, 헤드 0, 섹터 7로 이동시킨다.
플로피 디스크에서 디스크가 360 KB인 경우 바이러스는 원래의 부트 섹터를 실린더 0, 헤드 1, 섹터 3으로 이동시킨다.
그 밖의 디스크에서 바이러스는 원래의 부트 섹터를 실린더 0, 헤드 1, 섹터 14로 이동시킨다.
- 이는 1.2 MB 디스크의 마지막 디렉터리이다.
- 이는 1.44 MB 디스크의 끝에서 두 번째 디렉터리이다.
- 디렉터리는 720 KB 디스크에 존재하지 않는다.

DOS 시스템을 감염시키도록 설계되었으나 이 바이러스는 당대의 수많은 바이러스처럼 시스템에 설치된 다른 운영 체제들을 쉽게 파괴할 수 있는데, 미켈란젤로는 하드 디스크의 마스터 부트 레코드를 감염시키기 때문이다. 시스템이 감염되면 시스템에 삽입된 모든 플로피 디스크(1992년에 PC 시스템은 플로피가 삽입되어 있는지 감지가 불가능하였으므로 바이러스는 디스크의 일부 접근이 있기 전까지는 플로피를 감염시킬 수 없었다) 또한 즉시 감염되었다.
이 바이러스는 1992년 1월 처음으로 국제적인 관심을 끌게 되었는데 당시 일부 컴퓨터와 소프트웨어 제조업체들이 우연히 바이러스에 감염된 제품들을 배송했기 때문이다.(예: 인텔의 LANSpool 인쇄 서버)